# Eduard Brückner
Eduard Brückner, född 29 juli 1862 i Jena, död 20 juli 1927 i Wien, var en tysk geograf och meteorolog.
Brückner blev 1888 professor i geografi vid universitetet i Bern, 1904 i Halle an der Saale och 1906 i Wien. Han uppställde en teori om klimatets fluktuationer, enligt vilken nederbördsrika perioder om 35-36 år omväxlar med perioder av relativ torka. Han utgav "Zeitschrift für Gletscherkunde" och arbetade framgångsrikt på det geografisk-klimatologiska och meteorologiska området. År 1906 blev han ledamot av Vetenskaps- och vitterhetssamhället i Göteborg och 1911 korresponderande medlem av Geologiska Föreningen i Stockholm.